# Leptogaster cilipes
Leptogaster cilipes är en tvåvingeart som beskrevs av Frey 1937. Leptogaster cilipes ingår i släktet Leptogaster och familjen rovflugor. Inga underarter finns listade i Catalogue of Life.